# Dennis Raven
Cronelis Thomas Dennis Raven (ur. 26 listopada 1967 w Zaandam) – holenderski judoka. Olimpijczyk z Barcelony 1992, gdzie zajął siedemnaste miejsce w wadze ciężkiej.
Startował w Pucharze Świata w 1990 i 1992. Brązowy medalista mistrzostw Europy w 1992 roku.

## Letnie Igrzyska Olimpijskie 1992
| Konkurencja | Rundy eliminacyjne   | Rundy eliminacyjne    | Klas. końcowa |
| Konkurencja | Przeciwnik I         | Przeciwnik II         | Miejsce       |
| ----------- | -------------------- | --------------------- | ------------- |
| +95 kg      | Juha Salonen (FIN) Z | Rafał Kubacki (POL) P | 17.           |